# I'm Going Slightly Mad
"I'm Going Slightly Mad" är en låt av Queen, skriven av sångaren Freddie Mercury och Peter Straker. "I'm Going Slightly Mad", som utgör det andra spåret på albumet Innuendo, släpptes som singel den 4 mars 1991.
Musikvideon är filmad i svart-vitt och Mercury är även rejält sminkad för att dölja hans sköra hälsotillstånd, eftersom han led av AIDS..
Låten finns även med på samlingsalbumet Greatest Hits II från 1991. Detta album släpptes på nytt 2011, i en remastrad version.

## Listplaceringar
| Lista (1991)  | Topplacering |
| ------------- | ------------ |
| Nederländerna | 20           |